# Heinz Leistner
Heinz Leistner (* 25. Mai 1935; † 28. Oktober 2014) war ein deutscher Fußballspieler.

## Werdegang
Der Torwart Heinz Leistner begann seine Karriere beim TuS Bergen und wechselte 1953 zum VfL Osnabrück, für den er in der Saison 1955/56 insgesamt 15 Spiele in der seinerzeit erstklassigen Oberliga Nord absolvierte. 1957 wechselte Leistner zu TuRa Grönenberg Melle, bevor er drei Jahre später zum VfL Osnabrück (Amateure) zurückkehrte. Ab 1961 ließ er seine Karriere bei der TSG Burg Gretesch ausklingen. 